# Аграрна реформа Тиберія Гракха
Аграрна реформа Тиберія Гракха — реформа, яка відбулася в 133 році до Р.Х., була спробою розв'язати проблеми, пов'язані з концентрацією землі в руках заможних землевласників і деградацією римського селянства. Ця ініціатива мала значний вплив на римське суспільство та політику і є важливою частиною історії Римської республіки.

## Поштовх до реформи
Перше сицилійське повстання рабів і ганебні поразки римської армії у Нумантинській війні виявили глибоку внутрішню кризу Римської республіки і, як наслідок, масовим руйнуванням і обезземеленням італійського селянства. До 133 р. до РХ. римське військо являло собою полісне ополчення, на бойову спроможність якого безпосередньо впливало складне соціально-економічне становище італійського селянства, причому ця ситуація була схильна до подальшого погіршення. В результаті у 2-й пол. II в. до Р. Х. спостерігаємо явну деградацію: зокрема, виникли серйозні проблеми з військовим набором
, що й проявилося, з одного боку, у тривалій війні з іспанськими племенами (154—133 рр. до Р. Х.), а з іншого — у ганебних і часто невдалих військових операціях проти повсталих рабів на Сицилії (136—132 рр. до Р. Х.)
На цьому переломному етапі римської історії питання землеустрою і землекористування стояли як ніколи гостро. Правляча Римом сенатська олігархія уперто дотримувалася колишнього політичного курсу, не збираючись здійснювати жодних радикальних перетворень в аграрній сфері, що в перспективі мало призвести Римську республіку до загибелі. Тим часом необхідність реформ була очевидна (зокрема, для Сципіона Еміліана), проте далеко не кожен з них міг насмілитися публічно виступити з програмою рішучих і енергійних заходів для виправлення складної ситуації. Так, консул 140 р. до Р. Х. Гай Лелій, вірний друг і соратник Сципіона Еміліана, мав намір, але так і не наважився, виступити у сенаті з аграрним законопроєктом.

## Перші спроби та причини реформ
Громадянської мужності вистачило у 29-річного Тиберія Семпронія Гракха, який, ставши плебейським трибуном, виступив у коміціях із проєктом аграрної реформи (133 р. до Р. Х.). Він чудово усвідомлював, що в економічній політиці держави необхідно здійснити радикальні зміни. Суть задуманих Тиберієм перетворень зводилася до перерозподілу земель. Хоча де-юре ця земля перебувала у користуванні всього римського громадянського колективу, проте склалася така ситуація, що більшу частину цього фонду з часом захопили впливові (спочатку патриціанські) роди, практично закривши для плебсу доступ до суспільних угідь. Суспільний земельний фонд (лат. ager publicus) протягом усього республіканського періоду залишався джерелом гострих соціальних конфліктів. Правовий статус цієї категорії був визначений нормами, що поширювалися на патриціанську частину римського поліса (лат. civitas). Доля земельного наділу спочатку визначалася беззаперечним домінуванням в римському полісі патриціанської еліти. Виразником цієї (консервативної) точки зору в I ст. до н. е. був Цицерон, який у своєму трактаті «Брут» висловився про аграрний закон Тиберія Гракха, який 
«Наважився переглянути традиційну систему землекористування, проте спроба виявилася помилковою і марною…» 
Не дивно, адже Тиберій Гракх мав намір змінити систему, що саме по собі могло серйозно дестабілізувати соціально-економічну, політичну та правову ситуацію в Римській республіці. Він продемонстрував право держави розпоряджатися суспільним земельний фондом та надавати землі з цього фонду в користування будь-якому громадянину.

## Суть реформи
133 р. до Р. Х. він вніс у коміції аграрний законопроєкт, відповідно до якого вводився земельний максимум: кожен з колишніх власників суспільної землі міг зберегти у своєму розпорядженні (тобто отримати у власність, без сплати ренти) 500 югерів і додатково по 250 югерів на кожного з синів, але в цілому не більше 1000 югерів на сім'ю. З новоутвореного земельного фонду планувалося роздавати ділянки по 30 югерів (очевидно, це був максимальний розмір гракханського наділу; ділянки могли бути й меншими) безземельним та малоземельним громадянам. Ці землі йшли в роздачу бідним громадянам. Така акція різко відрізнялася від попередньої політики, оскільки проводилася після розрахунку всієї площі та кожної ділянки на особу. Гракханські ділянки не підлягали відчуженню (тобто купівлі-продажу), а їхні власники мали сплачувати до скарбниці податок. Заборона купувати і продавати ці ділянки мала на меті сповільнити процес розорення і знеземелення малих сільських виробників. Сторонниками аграрної реформи Тиберія Гракха були безземельні та малоземельні селяни з-поміж римських громадян, противниками, у більшості своїй, нащадки стародавніх патриціанських родів, які давно звикли вважати зайняті ними ділянки типу своєю неподільною власністю. З огляду на опір колишніх власників, для виявлення та виділення земельних надлишків Тиберій Гракх застосував новий метод межування — лімітацію, або поділ прямими межами — лімітами. Ліміт вже ввійшов у практику римського землеустрою. Гракханська аграрна реформа ввела в практику римського землеустрою новий вид лімітів — лат. limites Gracchani (на честь братів Гракхів). Гракханські ліміти простежуються в різних районах Італії. Тиберій Гракх застосував ліміти, щоб зафіксувати межі нових наділів, що переходили у власність (хоча і без права відчуження) безземельних селян.

## Здійснення реформи
Для технічного здійснення реформи була створена аграрна комісія з судовими повноваженнями (ймовірно, терміном на 5 років) у складі самого Тиберія, його брата Гая та принцепса сенату Аппія Клавдія Пульхра, тестя Тиберія. Незабаром Тиберій провів у коміціях постанову про передачу для потреб аграрної комісії доставленої до Риму скарбниці померлого пергамського царя Аттала III. Цей захід загострив конфлікт між гракханцями та нобілітетом: противники Тиберія відкрито називали його «царем», маючи на увазі прагнення ініціативного трибуна до одноосібної влади. Крім того, діяльність аграрної комісії породила безліч конфліктів; передусім у тріумвірів виникали значні труднощі з визначенням статусу земель, що надходили в роздачу.

## Реакція суспільства
Протидія гракханським заходам особливо сильно проявилася під час спроби Тиберія висунути свою кандидатуру на посаду плебейського трибуна на другий термін. Селяни, головна опора Гракха, не змогли підтримати його на форумі в розпал польових робіт. У результаті, вступивши в смертельну сутичку з правлячою елітою, порушивши традицію та цілий ряд неписаних норм, ставши тим самим «збудником спокою» Тиберій Гракх був убитий своїми ворогами. Але смерть ініціатора реформи не перервала роботу аграрної комісії. Вона продовжувала займатися розподілом раніше відмежованих земель.

## Висновок
Таким чином, Тиберій Гракх, прагнучи підняти рівень боєздатності римської армії, надав безземельним і малоземельним селянам можливість отримати наділи землі з фонду (лат. ager publicus), до того часу здебільшого окупованого нащадками тих патриціанських родів, які з незапам'ятних часів мали пріоритетне право доступу до цієї землі. Спираючись на законне право держави повернути в суспільне користування землі, реформатор встановив земельний максимум і разом із колегами по аграрній комісії почав перерозподіляти звільнений земельний масив. Діючи від імені держави, Гракх продемонстрував намір на законних підставах передати суспільні землі у власність громадян, які мали на них повне право. Однак при цьому він обмежив процес оформлення приватної власності на новостворені ділянки забороною їх відчужувати. Таким чином, аграрна реформа Тиберія Гракха, з одного боку, показала на практиці всю складність ситуації, що склалася в римському правовому полі до кінця республіки, а з іншого — дала потужний імпульс подальшому розвитку земельного права у Римській республіці.